# Dicrania lasiopus
Dicrania lasiopus är en skalbaggsart som beskrevs av Hermann Burmeister 1855. Dicrania lasiopus ingår i släktet Dicrania och familjen Melolonthidae. Inga underarter finns listade i Catalogue of Life.